# Antonio Sancho
Antonio Sancho Sánchez (Ciudad de México, México, 14 de marzo de 1976) es un entrenador de fútbol y exfutbolista mexicano. Actualmente está incorporado en la directiva de los Tigres de la UANL. Solo jugó en dos equipos, los Pumas de la UNAM y los Tigres de la UANL en la Primera división mexicana, casi siempre al mando del técnico Ricardo Ferreti, ocupaba la posición de centrocampista.

## Trayectoria
Antonio Sancho surgió de la cantera universitaria de la Universidad Nacional Autónoma de México. Debutó con los Pumas de la UNAM en 1994 en un partido contra Club de Fútbol Monterrey. Tras ser capitán de los Pumas, el invierno de 2000 pasó a jugar con los Tigres de la UANL.
Tras la llegada de Tuca Ferretti al banquillo de los Pumas de la UNAM como entrenador, Sancho regresó al equipo en el que debutó cedido por Tigres en el Torneo Apertura 2006. Jugó en Pumas los torneos Apertura 2006 y Torneo Clausura 2007.
Tras el Clausura de 2007 volvió a Tigres, que eran entrenados por el técnico argentino 
Américo el Tolo Gallego, aunque sólo jugó 505 minutos en toda la temporada. En el transcurso del Torneo Clausura 2008 falleció su padre, momento en el que dejó el equipo durante tres días. En este torneo fue titular y se convirtió en el capitán del equipo tras la polémica marcha de Julio César Cáceres, el anterior capitán.
Tras su retiro en agosto de 2011, formó parte de la directiva de los Tigres de la UANL.
El 18 de agosto de 2014 fue nombrado vicepresidente deportivo del Club Universidad Nacional en sustitución de Mario Trejo.

## Clubes
| Club              | País   | Año       | Juegos | Goles |
| ----------------- | ------ | --------- | ------ | ----- |
| Pumas de la UNAM  | México | 1993-2000 | 177    | 18    |
| Tigres de la UANL | México | 2000-2006 | 206    | 5     |
| Pumas de la UNAM  | México | 2006-2007 | 30     | 0     |
| Tigres de la UANL | México | 2007-2011 | 84     | 1     |

## Selección nacional
Ha sido internacional con la Selección de fútbol de México.

### Participaciones en Copa América
| Copa              | Sede    | Resultado    |
| ----------------- | ------- | ------------ |
| Copa América 1997 | Bolivia | Tercer lugar |

- Datos: Q4776967